# 사사카미촌
사사카미촌(笹神村)은 니가타현 기타칸바라군에 설치되었던 촌이다. 고즈산과 고즈온천호가 유명했던 마을이다. 미즈하라정으로의 통근율은 14.2%, 니가타시(구 니시칸바라군 구로사이초 제외)로의 통근율은 10.8%(모두 2000년 인구조사).
2004년 4월 스이바라정, 교가세촌, 사사카미촌과 합병해 아가노시가 되었다. 

## 지리
니가타 현 북동부에 위치하고 있으며, 고즈 능선의 니시야마 산기슭에 펼쳐진 마을. 동쪽은 고즈 능선으로 미카와촌과 접한다. 동쪽 절반이 고즈능선 현립 자연공원에 포함되는 자연이 풍요로운 마을이다.

## 역사
구 사사오카촌
- 1889년 4월 1일 - 사사오카촌, 데유촌, 오무로촌이 설치되었다.
- 1901년 11월 1일 - 사사오카촌, 데유촌, 오무로촌과 합병하였다.

구 가미야마촌
- 1889년 4월 1일 - 덴진즈카촌, 야마쿠라촌이 설치되었다.
- 1901년 11월 1일 - 덴진즈카촌, 야마쿠라촌과 합병해 가미야마촌이 되었다.

합병
- 1956년 9월 30일 -  사사오카촌, 가미야마촌이 합병해 사사카미촌이 되었다.
- 2004년 4월 1일 - 스이바라정, 야스다정, 교가세촌, 사사카미촌이 합병해 아가노시가 되었다.

## 교통

### 철도
- 동일본 여객철도 우에쓰 본선(일본어: 羽越本線)

### 도로
- 국도 제290호선
- 국도 제460호선